# Ortiz (futebolista)
Luís Fernando Roese Ortiz, ou simplesmente Ortiz (Porto Alegre, 8 de maio de 1964) é um jogador de futsal brasileiro, hoje aposentado.
Seu sonho de menino era jogar futebol de campo, e o fez durante dois anos, suficientes para decepcionar-se e, por fim, abandonar a ideia. Jogou no Grêmio Foot-Ball Porto Alegrense entre 1985 e 1987 e chegou a vencer o Campeonato Gaúcho três vezes com o clube, além de diversos torneios na Europa, mas largou por uma desavença com a direção, quando foi sondado pelo Cerro Porteño e dirigentes do Grêmio dificultaram ao máximo a negociação.
Passou a jogar futebol de salão e, atuando como pivô, o camisa 11 dos principais títulos do Sport Club Internacional no futsal, foi um dos destaques da seleção brasileira na conquista do Campeonato Mundial de Futsal de 1992.
Em 27 de abril de 1996 aconteceu a primeira edição do campeonato da Liga Futsal, envolvendo as principais equipes de futsal do Brasil. Foram 10 times participantes, em 105 jogos, com 589 gols, e Ortiz jogando pela equipe de futebol de salão da Ulbra, foi o principal artilheiro do certame com 25 tentos anotados. Além disso, sua equipe sagrou-se campeã ao bater o Vasco da Gama na grande final, por 6x1.
Com passagem por clubes do RS, PR, SC, CE e Espanha, e seleções de todos os estados que jogou, e ainda 10 anos de Seleção Brasileira, conquistando todos os títulos possíveis do futebol de salão/futsal.
Parou de jogar futsal em dezembro de 2002. Em 2003 passou a Supervisor da categoria principal do futsal do Inter e em 2004 passou a Coordenador Geral das categorias menores do futsal do Inter quando ao final do ano foi convidado pela diretoria do clube para trabalhar nas categorias de base do futebol.
Ortiz trabalhou nas categorias de base do Internacional de Porto Alegre de Jan 2005 a Set 2019, como coordenador do Projeto Aprimorar, criado para aprimorar os fundamentos dos atletas da base, no caso treinava os atacantes e meias do clube, neste projeto passaram nomes, entre outros, como Alexandre Pato, Ricardo de Jesus, Taison, Luiz Adriano, Walter, Sasha, Léo Gamalho e Leandro Damião. Também foi Coordenador das categorias Sub20 e Sub23 e por fim foi Coordenador Técnico Geral da base Colorada.
Ortiz é pai do zagueiro Léo Ortiz, jogador formado no Sport Club Internacional, hoje se encontra no Flamengo.

## Principais títulos
- Campeonato Mundial de Futsal de 1992 (Hong Kong) - seleção brasileira
- Campeão Mundial de Clubes de 1993 (Torrejon - Espanha) - Inpacel-PR
- Campeão Mundial de Clubes de 1997 (Porto Alegre - Brasil) - SC Internacional-RS
- Campeão pan-americano da FIFUSA de 1991 (Águas da Prata - SP) - seleção brasileira
- Tricampeão sul-americano de 1989, 1992 e 1996 - seleção brasileira
- Bicampeão sul-americano de clubes de 1993 (Inpacel-PR) e 2000 (SC Internacional-RS)
- Campeão Liga Nacional em 1996 - SC Internacional-RS
- Hexacampeão Taça Brasil em 1989 (Enxuta-RS), 1989 (seleção gaúcha), 1991 (seleção cearense), 1993 (Inpacel-PR), 1994 (Inpacel-PR) e 1999 (SC Internacional-RS)
- Campeão Mundialito em 1996 (Rio de Janeiro-RJ) - seleção brasileira
- Campeão Copa América em 1996 (Rio de Janeiro-RJ) - seleção brasileira